# Amefurasshi
AMEFURASSHI是隶属于星尘传播的由四名成员组成的女子偶像组合。与桃色幸運草Z等星塵传播旗下组合共同组成星塵星球。

## 概要
3B junior在包含前子团体ロッカジャポニカ和はちみつロケット的、于2018年11月8日举办的解散演唱会上宣布了将由3B junior的成员中将继续演艺活动的5人组成的新偶像组合アメフラっシ。由桃色幸运草Z的原经纪人古屋智美担任经纪人。
关于「アメフラっシ」一名的由来，因为アメフラっシ是由3B junior「细胞分裂」而来，曾拟定Ameba（日语：アメーバ，即变形虫）这一名称，但因已有一同名社交网站Ameba存在而作罢，因而选用了侯补计划中的名称「アメフラシ」（即海鹿，因为属于软体动物的海鹿没有特定形状而被选为侯选名称）。由于直接采用此名称不够可爱，故在「ラ」和「シ」之间加入促音「っ」组成了现在的名称。
2019年12月14日，大平ひかる畢業。
2021年11月19日，團名更改为英文寫法的AMEFURASSHI，但日文讀音不變。

## 成员
| 姓名                     | 出生日期      | 出身地     | 代表色 | 昵称               |
| ------------------------ | ------------- | ---------- | ------ | ------------------ |
| 愛来 あいら              | 2002年12月8日 | 日本東京都 | 紅色   | あーちゃん、あいら |
| 市川優月 いちかわ ゆづき | 2003年11月2日 | 日本東京都 | 紫色   | ゆづ、ゆづき、市川 |
| 小島はな こじま はな     | 2004年2月26日 | 日本東京都 | 藍色   | はなちゃん、小島   |
| 鈴木萌花 すずき もえか   | 2002年2月5日  | 日本東京都 | 黃色   | もえちん、もえか   |

### 前成員
| 姓名                       | 出生日期      | 出身地     | 代表色 | 昵称   |
| -------------------------- | ------------- | ---------- | ------ | ------ |
| 大平ひかる おおひら ひかる | 2002年7月23日 | 日本東京都 | 粉色   | ひっか |

愛来曾隶属团体，市川、大平、小島、鈴木四人曾隶属团体マジェスティックセブン。大平在2019年12月14日畢業。

## 出演

### 音樂節目
- コアラモード.小幡康裕のガチンコスターダストプラネット（日语：コアラモード.小幡康裕のガチンコスターダストプラネット）（フジテレビNEXT）2018年4月9日~

### 網絡節目
- 、前LoGIRL）

### 雜誌
- 12月9日増刊号（2018年11月21日發售）。大平ひかる（日语：大平ひかる）扮演擂台裁判。
- （2018年11月30日發售）刊載2頁跨頁彩頁。
- （2018年12月25日發售）刊載4頁彩頁。
- （2018年12月28日發售）
- （2018年12月29日發售）（页面存档备份，存于）

## 唱片

### 單曲
| # | 名稱                             | 發售日期       | 最高位 | 收錄曲目 | 備註     |
| - | -------------------------------- | -------------- | ------ | -------- | -------- |
| 1 | AMEFURASSHI LIMITED EDITION vol1 | 2018年12月29日 |        |          | 會場限定 |

## 备注
1. ↑  . スターダストプロモーション.   [2018-11-04]. （原始内容存档于2018-11-03）.
2. ↑  . 音楽ナタリー. ナターシャ. 2018-11-03  [2018-11-04]. （原始内容存档于2018-11-03）.
3. ↑  . idol scheduler. 2018-11-04  [2018-11-04]. （原始内容存档于2018-11-04）.